# Payas
Die Payas sind ein indigenes Volk in Honduras.
Um 1500 lebten die Payas im honduranischen Teil der Moskitoküste, von wo sie durch die Konquistadoren und die Miskitos vertrieben oder getötet wurden. Derzeit leben in Honduras Payas in Departamento Olancho häufig im Municipio Dulce Nombre de Culmi und San Esteban. Weitere leben in den Departamentos Colón und Gracias a Dios.
Sie selbst bezeichnen sich als Pech (Leute, Plural: Payas), andere bezeichnen sie als Hakua-Pech (andere Leute). Ihre Sprache wird zu den Chibcha-Sprachen gezählt. Ihr Siedlungsgebiet war im Osten und im Süden des Siedlungsgebietes der Xicaques (Jicaques) und wurde östlich von Punta Caxinas als Taia kartiert. Eduard Conzemius legte ihr Siedlungsgebiet östlich des Río Aguan im Süden bis Patuca entlang der Karibikküste bis Cabo Gracias a Dios. Die Miskitos vertrieben sie im 19. Jahrhundert, obwohl sie vorher Tribut zahlten. Eine Reihe von Ortsnamen in diesem Gebiet erinnern an ihre Anwesenheit. Am Ufer des Río Plátano wurden Petroglyphen gefunden, welche als religiöses Zentrum gedeutet werden.
In den Darstellungen werden die Payas häufig mit anderen indigenen Gruppen verwechselt, häufig werden sie Xicaques genannt. Ende des 17. Jahrhunderts fanden Missionsexpeditionen die Payas in den Tälern Valles de Agalta, Tinto und Wampu (Guampu). Später siedelten sich indios butucos, welche zu den Payas gehören, in Telic im Valle del Guayape an; später gingen sie nach Manian, in der Nähe von Comayagua. Andere indigene Gruppen in der Gegend sind Taguapas, Chatos, Sules, Yaras, und Cumajas.